# ケンドール・グローブ
ケンドール・グローブ（Kendall Grove、1982年11月12日 - ）は、アメリカ合衆国の男性総合格闘家。ハワイ州マウイ島出身。ストレート・ルートレス・ファイトチーム所属。TUF 3ミドル級トーナメント優勝。

## 来歴
2006年、リアリティ番組「The Ultimate Fighter 3」にティト・オーティズ率いるチーム・オーティズのミドル級選手として参加。トーナメントでは1回戦でロス・ポイントン、準決勝でカリブ・スターンズを降し、UFCデビュー戦となる6月24日のフィナーレではエド・ハーマンに判定勝ちでトーナメント優勝を果たした。
2007年8月25日、UFC 74でパトリック・コーテと対戦し、マウントパンチでTKO負け。
2008年6月21日、The Ultimate Fighter: Team Rampage vs. Team Forrest Finaleでエヴァン・タナーと対戦し、判定勝ち。タナーは9月に死去したため、彼の最後の対戦相手となった。
2009年3月7日、UFC 96でジェイソン・デイと対戦し、右ストレートでダウンを奪ったところに肘打ちで追撃しTKO勝ちを収めた。8月8日、UFC 101でヒカルド・アルメイダと対戦し、0-3の判定負けを喫した。11月21日、UFC 106でジェイク・ロショルトと対戦し、三角絞めで一本勝ち。
2010年4月10日、アブダビで開催されたUFC 112でマーク・ムニョスと対戦。攻勢を覆されパウンドによるTKOで敗れたが、この試合でファイト・オブ・ザ・ナイトを受賞した。
2010年7月3日、UFC 116でゴラン・レルジッチと対戦し、2-1の判定勝ちを収めた。
2011年、2連敗でUFCからリリースされた。

## 戦績
| 総合格闘技 戦績 | 総合格闘技 戦績 | 総合格闘技 戦績 | 総合格闘技 戦績 | 総合格闘技 戦績 | 総合格闘技 戦績 | 総合格闘技 戦績 |
| --------------- | --------------- | --------------- | --------------- | --------------- | --------------- | --------------- |
| 24 試合         | (T)KO           | 一本            | 判定            | その他          | 引き分け        | 無効試合        |
| 14 勝           | 2               | 7               | 5               | 0               | 0               | 1               |
| 9 敗            | 5               | 1               | 3               | 0               | 0               | 1               |

| 勝敗 | 対戦相手                     | 試合結果                               | 大会名                                                      | 開催年月日     |
| ○    | ミノワマン                   | 5分3R終了 判定3-0                      | ProElite 3: Da Spyder vs. Minowaman                         | 2012年1月21日  |
| ○    | ジョー・リッグス             | 1R 0:59 ギロチンチョーク               | ProElite 1: Arlovski vs. Lopez                              | 2011年8月27日  |
| ×    | ティム・ボッシュ             | 5分3R終了 判定0-3                      | UFC 130: Rampage vs. Hamill                                 | 2011年5月28日  |
| ×    | デミアン・マイア             | 5分3R終了 判定0-3                      | The Ultimate Fighter: Team GSP vs. Team Koscheck Finale     | 2010年12月4日  |
| ○    | ゴラン・レルジッチ           | 5分3R終了 判定2-1                      | UFC 116: Lesnar vs. Carwin                                  | 2010年7月3日   |
| ×    | マーク・ムニョス             | 2R 2:50 TKO（パウンド）                | UFC 112: Invincible                                         | 2010年4月10日  |
| ○    | ジェイク・ロショルト         | 1R 3:59 三角絞め                       | UFC 106: Ortiz vs. Griffin 2                                | 2009年11月21日 |
| ×    | ヒカルド・アルメイダ         | 5分3R終了 判定0-3                      | UFC 101: Declaration                                        | 2009年8月8日   |
| ○    | ジェイソン・デイ             | 1R 1:32 TKO（グラウンドの肘打ち）      | UFC 96: Jackson vs. Jardine                                 | 2009年3月7日   |
| ○    | エヴァン・タナー             | 5分3R終了 判定2-1                      | The Ultimate Fighter: Team Rampage vs. Team Forrest Finale  | 2008年6月21日  |
| ×    | ホルヘ・リベラ               | 1R 1:20 KO（スタンドパンチ連打）       | UFC 80: Rapid Fire                                          | 2008年1月19日  |
| ×    | パトリック・コーテ           | 1R 4:45 TKO（マウントパンチ）          | UFC 74: Respect                                             | 2007年8月25日  |
| ○    | アラン・ベルチャー           | 2R 4:42 ダースチョーク                 | UFC 69: Shootout                                            | 2007年4月7日   |
| ○    | クリス・プライス             | 1R 3:59 ギブアップ（マウントエルボー） | Ortiz vs. Shamrock 3: The Final Chapter                     | 2006年10月10日 |
| ○    | エド・ハーマン               | 5分3R終了 判定3-0                      | The Ultimate Fighter 3 Finale 【ミドル級トーナメント 決勝】 | 2006年6月24日  |
| ○    | ジェイ・カーター             | 1R 3:25 三角絞め                       | Rumble on the Rock: Showdown in Maui                        | 2005年10月7日  |
| ×    | ヘクター・ラミレス           | 1R 1:08 KO（パンチ）                   | KOTC: Mortal Sins                                           | 2005年5月7日   |
| ○    | マット・ギドニー             | 1R 1:06 チョークスリーパー             | Total Combat 8                                              | 2005年4月2日   |
| ×    | サヴァン・ヤング             | 1R 2:00 ギロチンチョーク               | Lockdown in Paradise 1                                      | 2005年3月19日  |
| ○    | マット・ヘンドリックス       | 2R TKO                                 | Total Combat 7                                              | 2005年1月29日  |
| －   | リッキー・ガンズ             | 1R 無効試合                            | Total Combat 6                                              | 2004年10月24日 |
| ×    | ジョー・リッグス             | 1R 3:09 KO（肘打ち）                   | Rumble on the Rock 5                                        | 2004年5月7日   |
| ○    | カイポ・カラマ               | 2R 3:16 チョークスリーパー             | SuperBrawl 34                                               | 2004年3月28日  |
| ○    | トリプスティン・ケルシアーノ | 1R 三角絞め                            | KFC 3: Island Pride                                         | 2003年7月27日  |

## 獲得タイトル
- Total Combatミドル級王座（2005年）
- The Ultimate Fighter 3 ミドル級トーナメント 優勝（2006年）
- ShoFightミドル級王座（2012年）